# إليزابيث هاردن جيلمور
إليزابيث هاردن جيلمور (بالإنجليزية: Elizabeth Harden Gilmore) هي ناشِطة أمريكية، ولدت في 1909، وتوفيت في 1986.